# Anoplocis
Anoplocis is een geslacht van kevers in de familie houtzwamkevers (Ciidae).

## Soorten
- A. poriae Nakane & Nobuchi, 1955
- A. ryukyuensis Kawanabe, 1996